# Moucherolle orné
Myiotriccus ornatus
Genre
Espèce
Statut de conservation UICN

 LC  : Préoccupation mineure
Le Moucherolle orné (Myiotriccus ornatus), également appelé Tyranneau orné, est une espèce de passereaux de la famille des Tyrannidae. C'est la seule espèce du genre Myiotriccus.
Cet oiseau contient de nombreux motifs qui le décorent. En effet, il est repérable par sa couleur noir sur la face et le capuchon. Une tache blanche est visible qui prend la forme d'une demi-lune sur le devant de l’œil. De plus, le sommet du crâne est couvert d’une marque jaune. Le reste de la tête et de la gorge est gris. La base de la queue est rousse, et noire de la moitié à la pointe de la queue. La poitrine de l’oiseau est de couleur olive et son ventre est jaune. La femelle est plus petite que le mâle.

## Sous-espèces
D'après Alan P. Peterson, il existe 4 sous-espèces :
- Myiotriccus ornatus aureiventris (P.L. Sclater, 1874) : Andes du sud-est du Pérou (du département de Huánuco à celui de Puno) ;
- Myiotriccus ornatus ornatus (Lafresnaye, 1853) : versant ouest des Andes orientales et centrales de Colombie ;
- Myiotriccus ornatus phoenicurus (P.L. Sclater, 1855) : Andes orientales, du sud-est de la Colombie à l'est de l'Équateur et au nord du Pérou ;
- Myiotriccus ornatus stellatus (Cabanis, 1873) : Andes occidentales de Colombie et d'Équateur[1].

## Environnement
Le moucherolles orné vit dans les forêts humides montagneuses mais est aussi repérable dans les ravins moussus et sombres. Son environnement naturel est habituellement compris entre 600 et 2 300 mètres d'altitude.
Généralement, le moucherolles orné chasse seul ou en couple. De plus, cet oiseaux est très sédentaire. 

## Alimentation
Le moucherolles orné se nourrit principalement d'insectes. 
| Insectes     | Pourcentages |
| ------------ | ------------ |
| Coléoptères  | 47 %         |
| Hyménoptères | 34 %         |
| Punaises     | 10 %         |
| Homoptères   | 6 %          |
| Autres       | 3 %          |